# Embaixada da Turquia em Brasília
A Embaixada da Turquia em Brasília (em turco, Türki̇ye Cumhuri̇yeti̇ Brazi̇lya Büyükelçi̇li̇ği̇) é a principal representação diplomática turca no Brasil, tendo também acreditação para o Suriname. O atual embaixador é Murat Yavuz Ateş, no cargo desde 25 de outubro de 2018.
Está localizada na Avenida das Nações, na quadra SES 805, Lote 23, no Setor de Embaixadas Sul, na Asa Sul.

## História
As relações entre os países começaram quando ambos ainda eram o Império do Brasil e o Império Otomano, antecessores das repúblicas atuais, em 1858. A primeira embaixada, já da República da Turquia, foi instalada em 18 de julho de 1929 no Rio de Janeiro.
Assim como outros países, a Turquia recebeu de graça um terreno no Setor de Embaixadas Sul na época da construção de Brasília, medida que visava a instalação mais rápida das representações estrangeiras na nova capital. A embaixada turca opera em Brasília desde 1972, construindo sua sede definitiva nos anos seguintes.
Um concurso público foi feito para a sede definitiva da embaixada, com os arquitetos İlhami e Cetin Ural sendo escolhidos. O edital previa o uso de referências típicas da arquitetura vernacular turca. Os prédios foram concluídos em 1977.

## Serviços
A embaixada realiza os serviços protocolares das representações estrangeiras, como o auxílio aos turcos que moram no Brasil e aos visitantes vindos da Turquia e também para os brasileiros que desejam visitar ou se mudar para lá. Além da embaixada, a Turquia conta com mais um consulado geral em São Paulo e mais quatro consulados honorários em Belo Horizonte, Manaus, Recife e Goiânia. A embaixada em Brasília presta os serviços de consulado para os estados de Goiás, Tocantins e o Distrito Federal, além de ter acreditação para o Suriname, mantendo lá também um cônsul honorário na capital, Paramaribo.
Outras ações que passam pela embaixada são as relações diplomáticas com o governo brasileiro nas áreas política, econômica e cultural. As trocas comerciais chegaram a 2,89 bilhões de dólares em 2018, e os países também realizam intercâmbios culturais e esportivos.